# Hitzkirchen
Hitzkirchen ist ein Ortsteil der Gemeinde Kefenrod im hessischen Wetteraukreis und war bis 1971 eine eigenständige Gemeinde.

## Geschichte

### Ortsgeschichte
Hitzinkirchin wird am 25. März 1377 erstmals in einer kirchlichen Urkunde erwähnt. So wird hier von einer Kirche gesprochen, die dem heiligen Gangulf geweiht ist. Das zur Burg Bracht gehörende Dorf wurde 1380 geteilt: Der größere Teil des Ortes am orographisch rechten, westlichen Brachtufer wurde dem Gericht Büdingen-Wolferborn zugeschlagen und in den Büdinger Wald, ursprünglich ein Reichswald, eingeforstet; der kleinere Teil auf der anderen Seite des Bachs kam zur Cent Reichenbach.
1398 verlieh König Wenzel dem Grafen Johann I. von Isenburg in Büdingen das Gericht Wolferborn zu einem Burglehen. Dieses hatte er mit Friedrich von Lißberg in Ganerbschaft inne. Zu dem Burglehen mit allem Zubehör gehörten die Dörfer Hitzkirchen, Kefenrod, Bindsachsen und Rinderbügen.
Der Büdinger Wald war den Herren von Ysenburg zu Lehen gegeben. 1438 wurde das Dorf unter Diether I. von Isenburg wieder vereinigt. Als sich die Ysenburger Linien 1685 (Dritte Hauptteilung) trennten, gelangte Hitzkirchen unter die Herrschaft des Hauses Isenburg-Birstein.

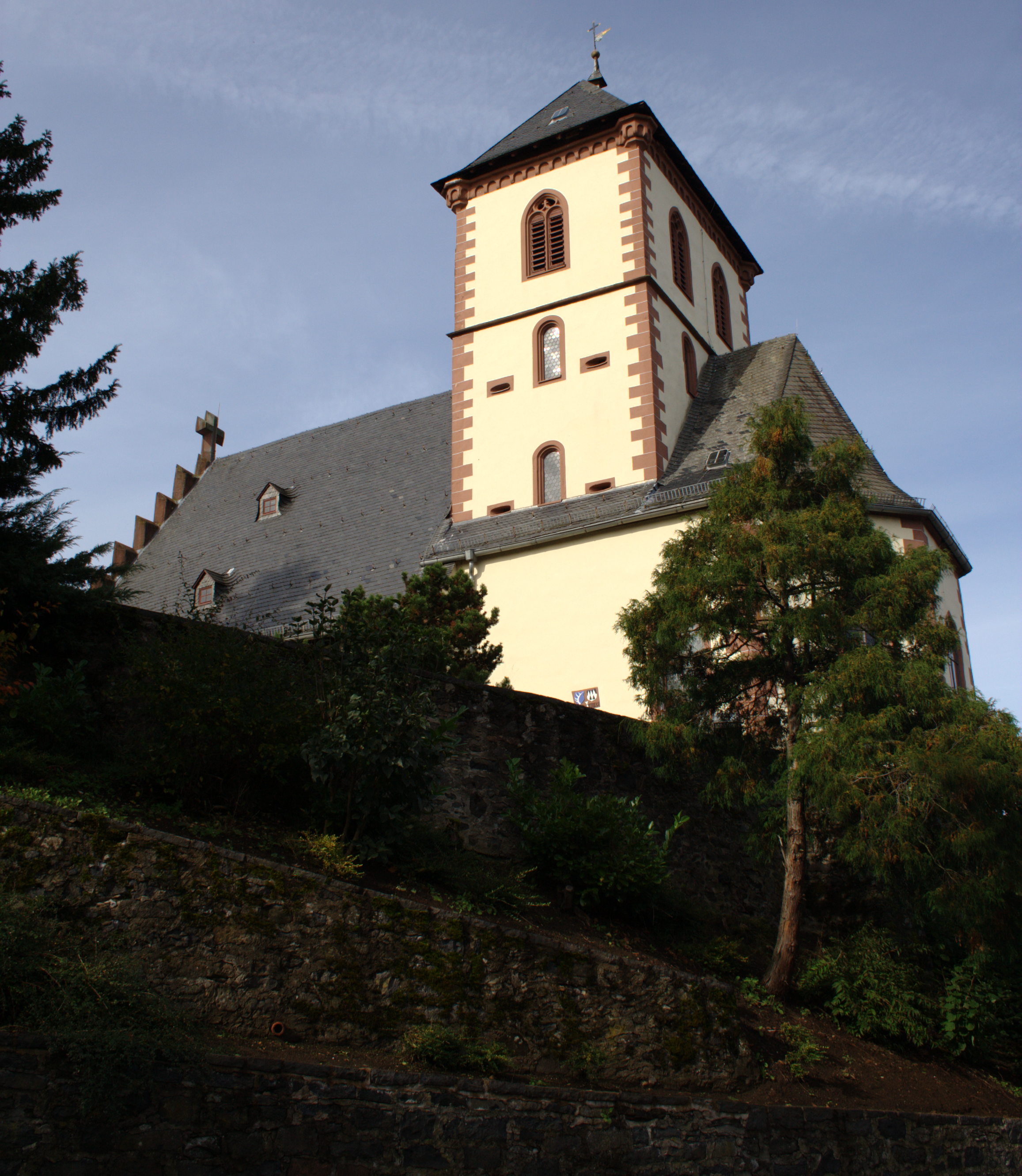
Kirche mit Kirchenmauer in Hitzkirchen

(Kirchen)-geschichtliche Bedeutung hat Hitzkirchen dadurch, dass hier nur elf Jahre nach Beginn der Reformation eine Auseinandersetzung friedlich beigelegt wurde, die fast zu einem Krieg zwischen evangelischen und katholischen Kräften geführt hätte. Die Packschen Händel, angezettelt von Otto von Pack, führten zu einem Truppenaufmarsch evangelisch hessischer Truppen an der Grenze zu den katholischen Bistümern Bamberg und Würzburg. Durch Friedensgespräche im Feldlager in der Gemarkung Hitzkirchen am 11./12. Juni 1528 fand diese erste militärische konfessionelle Konfrontation ein unblutiges Ende. Der Vertrag von Hitzkirchen wurde abgeschlossen, in dem der Mainzer Erzbischof Albrecht von Brandenburg gegenüber dem Landgrafen Philipp von Hessen u. a. endgültig auf die geistliche Gerichtsbarkeit über Hessen verzichtete.
Nach der Souveränität des Fürstentums Isenburg durch die Gründung des Rheinbundes 1806 kam es nach der Niederlage Napoleons 1814 und dem Wiener Kongress für ein Jahr an Österreich dann an Preußen, dieses trat es 1816 an Hessen-Darmstadt ab. Danach gehörte die Gemeinde zum Landratsamtsbezirk Büdingen (ab 1852 Kreis Büdingen) in der hessen-darmstädtischen Provinz Oberhessen, 1945 an Groß-Hessen und 1946 an Hessen.
Hessische Gebietsreform (1970–1977)
Im Zuge der Gebietsreform in Hessen fusionierten zum 31. Dezember 1971 die bis dahin selbständigen Gemeinden Kefenrod, Bindsachsen, Burgbracht und Hitzkirchen zur erweiterten Gemeinde Kefenrod. Zum 1. August 1972 kam kraft Landesgesetz die Gemeinde Helfersdorf hinzu. Für alle eingegliederten Gemeinden und Kefenrod wurden Ortsbezirke errichtet.

### Verwaltungsgeschichte im Überblick
Die folgende Liste zeigt die Staaten und Verwaltungseinheiten, denen Hitzkirchen angehört(e):
- vor 1806: Heiliges Römisches Reich, Fürstentum Isenburg-Birstein, Amt Wenings, Gericht Wolferborn
- ab 1806: Fürstentum Isenburg (Rheinbund),[Anm. 2] Amt Wenings
- ab 1813: Generalgouvernement Frankfurt,[Anm. 3] Amt Wenings
- ab 1815: Kaisertum Österreich,[Anm. 4] Amt Wenings
- ab 1816: Großherzogtum Hessen (Souveränitätslande),[Anm. 5] Provinz Oberhessen, Amt Wenings[11] (zur Standesherrschaft Isenburg gehörig)
- ab 1822: Großherzogtum Hessen, Provinz Oberhessen, Landratsbezirk Büdingen[12][Anm. 6]
- ab 1848: Großherzogtum Hessen, Regierungsbezirk Nidda
- ab 1852: Großherzogtum Hessen, Provinz Oberhessen, Kreis Büdingen
- ab 1867: Norddeutscher Bund, Großherzogtum Hessen, Provinz Oberhessen, Kreis Büdingen
- ab 1871: Deutsches Reich, Großherzogtum Hessen, Provinz Oberhessen, Kreis Büdingen
- ab 1918: Deutsches Reich, Volksstaat Hessen, Provinz Oberhessen, Kreis Büdingen
- ab 1938: Deutsches Reich, Volksstaat Hessen, Landkreis Büdingen[13][Anm. 7]
- ab 1945: Deutsches Reich, Amerikanische Besatzungszone,[Anm. 8] Groß-Hessen, Regierungsbezirk Darmstadt, Landkreis Büdingen
- ab 1946: Deutsches Reich, Amerikanische Besatzungszone, Hessen, Regierungsbezirk Darmstadt, Landkreis Büdingen
- ab 1949: Bundesrepublik Deutschland, Hessen, Regierungsbezirk Darmstadt, Landkreis Büdingen
- ab 1972: Bundesrepublik Deutschland, Hessen, Regierungsbezirk Darmstadt, Wetteraukreis, Gemeinde Kefenrod

## Bevölkerung
Einwohnerstruktur 2011
Nach den Erhebungen des Zensus 2011 lebten am Stichtag dem 9. Mai 2011 in Hitzkirchen 501 Einwohner. Darunter waren 6 (1,2 %) Ausländer.
Nach dem Lebensalter waren 108 Einwohner unter 18 Jahren, 216 zwischen 18 und 49, 99 zwischen 50 und 64 und 78 Einwohner waren älter.
Die Einwohner lebten in 183 Haushalten. Davon waren 42 Singlehaushalte, 45 Paare ohne Kinder und 72 Paare mit Kindern, sowie 21 Alleinerziehende und 3 Wohngemeinschaften. In 27 Haushalten lebten ausschließlich Senioren und in 129 Haushaltungen lebten keine Senioren.
Einwohnerentwicklung
| Hitzkirchen: Einwohnerzahlen von 1834 bis 2022 | Hitzkirchen: Einwohnerzahlen von 1834 bis 2022 | Hitzkirchen: Einwohnerzahlen von 1834 bis 2022 | Hitzkirchen: Einwohnerzahlen von 1834 bis 2022 | Hitzkirchen: Einwohnerzahlen von 1834 bis 2022 |
| --- | ---------------------------------------------- | ---------------------------------------------- | ---------------------------------------------- | ---------------------------------------------- |
| Jahr |                                                |                                                |                                                | Einwohner                                      |
| 1834 | 1834                                           |                                                | 388                                            | 388                                            |
| 1840 | 1840                                           |                                                | 399                                            | 399                                            |
| 1846 | 1846                                           |                                                | 427                                            | 427                                            |
| 1852 | 1852                                           |                                                | 426                                            | 426                                            |
| 1858 | 1858                                           |                                                | 434                                            | 434                                            |
| 1864 | 1864                                           |                                                | 374                                            | 374                                            |
| 1871 | 1871                                           |                                                | 350                                            | 350                                            |
| 1875 | 1875                                           |                                                | 366                                            | 366                                            |
| 1885 | 1885                                           |                                                | 326                                            | 326                                            |
| 1895 | 1895                                           |                                                | 351                                            | 351                                            |
| 1905 | 1905                                           |                                                | 334                                            | 334                                            |
| 1910 | 1910                                           |                                                | 342                                            | 342                                            |
| 1925 | 1925                                           |                                                | 367                                            | 367                                            |
| 1939 | 1939                                           |                                                | 334                                            | 334                                            |
| 1946 | 1946                                           |                                                | 511                                            | 511                                            |
| 1950 | 1950                                           |                                                | 491                                            | 491                                            |
| 1956 | 1956                                           |                                                | 439                                            | 439                                            |
| 1961 | 1961                                           |                                                | 386                                            | 386                                            |
| 1967 | 1967                                           |                                                | 392                                            | 392                                            |
| 1970 | 1970                                           |                                                | 402                                            | 402                                            |
| 1980 | 1980                                           |                                                | ?                                              | ?                                              |
| 1990 | 1990                                           |                                                | ?                                              | ?                                              |
| 2000 | 2000                                           |                                                | ?                                              | ?                                              |
| 2010 | 2010                                           |                                                | 513                                            | 513                                            |
| 2011 | 2011                                           |                                                | 501                                            | 501                                            |
| 2015 | 2015                                           |                                                | 475                                            | 475                                            |
| 2022 | 2022                                           |                                                | 457                                            | 457                                            |
| Datenquelle: Historisches Gemeindeverzeichnis für Hessen: Die Bevölkerung der Gemeinden 1834 bis 1967. Wiesbaden: Hessisches Statistisches Landesamt, 1968. Weitere Quellen: LAGIS; Gemeinde Kefenrod; Zensus 2011; 2022 |                                                |                                                |                                                |                                                |

Historische Religionszugehörigkeit
| • 1961: | 318 evangelische (= 82,38 %), 40 katholische (= 10,36 %) Einwohner |

## Politik

### Ortsbeirat
Für Hitzkirchen besteht ein Ortsbezirk (Gebiete der ehemaligen Gemeinde Hitzkirchen) mit Ortsbeirat und Ortsvorsteher nach der Hessischen Gemeindeordnung.
Der Ortsbeirat besteht aus fünf Mitgliedern. Bei den Kommunalwahlen in Hessen 2021 betrug die Wahlbeteiligung zum Ortsbeirat 58,82 %. Alle Kandidaten gehörten der „Bürgerliste Hitzkirchen“ an. Der Ortsbeirat wählte Heiko Matthäs zum Ortsvorsteher.

### Wappen
Am 24. März 1965 wurde der Gemeinde Hitzkirchen im damaligen Landkreis Büdingen ein Wappen mit folgender Blasonierung verliehen: In Blau ein goldenes Hirschhorn und ein silbernes H.

## Kultur und Sehenswürdigkeiten

### Vereine
Hitzkirchen verfügt über ein ausgeprägtes Vereinsleben. Neben dem Gesangsverein Hitzkirchen/Helfersdorf gibt es die Freiwillige Feuerwehr, den Skatverein Skatfreunde Hitzkirchen, die Faschingsfreunde mit jährlicher Fremdensitzung, den Jugendclub Helfersdorf/Hitzkirchen, die KSG Hettersroth/Hitzkirchen, einen Landfrauenverein sowie die Männertanzgruppe.

### Dorfgemeinschaftshaus
Im Jahre 2000 wurde das Dorfgemeinschaftshaus Holzwichzentrum fertiggestellt. Dort finden etliche öffentliche Veranstaltungen der Vereine statt wie zum Beispiel die jährliche Fremdensitzung der Faschingsfreunde. Außerdem bietet das Holzwichzentrum für die Vereine Probeplätze. Der Kindergarten Zwergenland grenzt unmittelbar an das Dorfgemeinschaftshaus.

## Kulturdenkmäler
Siehe: Liste der Kulturdenkmäler in Hitzkirchen